# 郑优营
郑优营（1999年9月20日—）是一位韩国足球运动员，現效力于德国足球甲级联赛俱乐部柏林联盟
、韩国国家足球队，于场上司职前锋。

## 俱乐部生涯
郑优营出生于韩国仁川，其足球生涯始于仁川联青训营。2018年1月，他与德国足球甲级联赛俱乐部拜仁慕尼黑签约，并代表该俱乐部的U19梯队参加了2017-18赛季的U19德甲联赛和歐洲青年聯賽。其后，郑优营与这家德国纪录冠军俱乐部签订了期至2022年6月30日届满的职业合同。
至2018-19赛季，郑优营升入身处德国第四级巴伐利亚地区联赛作赛的拜仁慕尼黑二队。在当季德国足协杯第二圈对阵勒丁豪森的比赛中，他首次被列入一线队的大名单中，但未能出场。在时任主教练尼科·科瓦奇治下，郑优营的一线队首秀于2018年11月27日完成，那是当季欧洲冠军联赛分组赛拜仁主场以5比1战胜本菲卡的倒数第二轮比赛，他于第81分钟替换托马斯·穆勒登场。由此，郑优营成为首位代表拜仁慕尼黑参加职业赛事的韩国球员，并以19岁的年龄成为参加欧洲冠军联赛的最年轻韩国人。

### 弗赖堡
2019年6月19日，鄭優營轉會至弗赖堡體育俱樂部。

### 斯圖加特
2023年7月，斯圖加特從弗賴堡簽下鄭優營，雙方簽約至2026年。

## 國家隊生涯
鄭優營曾經入選過韓國各個年齡級別的國家青年隊。
2021年3月25日，鄭優營在與日本的友誼賽中首次代表韩国国家足球队出場。
2021年11月16日，鄭優營在對陣伊拉克的2022年世界盃外圍賽中踢進在國家隊的首球。
2022年11月，韓國隊宣布了2022年國際足總世界盃的最終陣容，鄭優營為其中一員。
2023年9月，鄭優營入選韓國隊出戰杭州亞運，韓國隊最終獲得金牌。他在比賽的七場比賽中打進8球。在球隊中發揮了至關重要的作用，成為亞運冠軍和最佳射手。這一金牌成就將使整個球隊免除兵役。

## 生涯统计
最後更新：2018年12月7日 
| 球队           | 赛季     | 联赛             | 联赛 | 联赛 | 杯赛 | 杯赛 | 洲际 | 洲际 | 总计 | 总计 |
| 球队           | 赛季     | 级别             | 出场 | 入球 | 出场 | 入球 | 出场 | 入球 | 出场 | 入球 |
| -------------- | -------- | ---------------- | ---- | ---- | ---- | ---- | ---- | ---- | ---- | ---- |
| 拜仁慕尼黑二队 | 2018–19  | 巴伐利亚地区联赛 | 18   | 9    | —    | —    | —    | —    | 18   | 9    |
| 拜仁慕尼黑     | 2018–19  | 德甲联赛         | 0    | 0    | 0    | 0    | 1    | 0    | 1    | 0    |
| 生涯总计       | 生涯总计 | 生涯总计         | 18   | 9    | 0    | 0    | 1    | 0    | 19   | 9    |

备注
1. ↑  欧洲冠军联赛出场

### 國家隊進球
最後更新：2022年6月10日
| No. | 日期       | 比賽場地                           | 對手   | 比分 | 賽果 | 賽事               |
| --- | ---------- | ---------------------------------- | ------ | ---- | ---- | ------------------ |
| 1.  | 2021.11.16 | , 杜哈, 薩尼·本·賈西姆體育場       | 伊拉克 | 3-0  | 3-0  | 2022年世界盃外圍賽 |
| 2.  | 2022.06.10 | 大韓民國, 水原市, 水原世界盃競技場 | 巴拉圭 | 2-2  | 2-2  | 友誼賽             |

## 荣誉

### 球會
拜仁慕尼黑
- 德甲冠軍 : 2018-19
- 德國盃冠軍 : 2018-19

拜仁慕尼黑二隊
- 德國足球丙級聯賽冠軍 : 2019-20
- 巴伐利亞足球地區聯賽冠軍 : 2018-19[15]

### 國家隊
韓國U14
- 亞洲青年運動會冠軍 : 2013[16]

韓國U17
- 青年奧運會銀牌 : 2014

韓國U-23
- U-23亞洲盃冠軍 : 2020
- 亞洲運動會足球比賽冠軍：2022[14]

### 個人
- 亞洲運動會足球比賽神射手：2022[14]